# Trasporti in Malawi
Questa voce raccoglie le principali tipologie di Trasporti in Malawi.

## Trasporti su rotaia

### Rete ferroviaria
In totale: 797 km (dati 2001)
- scartamento ridotto (1067 mm): 797 km di linee ferroviarie
- Collegamento a reti estere contigue
  - assente
    - con cambio di scartamento 1067/1000 mm: Tanzania
    - con stesso scartamento: in parte Zambia.

  - in costruzione
    - con stesso scartamento: Mozambico (operativo dal 2009)
- Città servite da treni:
  - Balaka
  - Blantyre e Limbe (centro industriale)
  - Chipoka - porto interno sul Lago Malawi
  - Lanzu
  - Lilongwe - capitale del Malawi
  - Lirangwe
  - Liwonde
  - Makhanga - vicino alla frontiera col Mozambico
  - Mchinji - presso i confini con lo Zambia
  - Nayuchi
  - Nkaya
  - Salima

### Reti metropolitane
Tale nazione non dispone di sistemi di metropolitana.

### Reti tranviarie
Anche il servizio tranviario è assente.

## Trasporti su strada

### Rete stradale
Strade pubbliche: in totale 14.597 km (dati 2001)
- asfaltate: 2.773 km
- bianche: 11.821 km.

### Reti filoviarie
Attualmente in Malawi non esistono filobus. 

### Autolinee
Nella capitale, Lilongwe, ed in poche altre zone abitate del Malawi, operano aziende pubbliche e private che gestiscono i trasporti urbani, suburbani ed interurbani esercitati con autobus.

## Idrovie
Il Malawi dispone di acque navigabili per 1.434 km, appartenenti principalmente al Lago Malawi ed al fiume Shire, suo emissario ed affluente dello Zambesi (dati 1996).

### Porti e scali

#### Sul Lago Malawi
- Chipoka (terminal ferroviario)
- Chilumba, Monkey Bay, Nkhata Bay e Nkhotakota.

## Trasporti aerei

### Aeroporti
In totale: 43 (dati 2002)
a) con piste di rullaggio pavimentate: 6
- oltre 3047 m: 1
- da 2438 a 3047 m: 0
- da 1524 a 2437 m: 1
- da 914 a 1523 m: 4
- sotto 914 m: 0

b) con piste di rullaggio non pavimentate: 37
- oltre 3047 m: 0
- da 2438 a 3047 m: 0
- da 1524 a 2437 m: 1
- da 914 a 1523 m: 14
- sotto 914 m: 22.